# Alured Clarke
Alured Clarke (24 novembre 1744 – Llangollen, 16 settembre 1832) è stato un militare e politico britannico.
Fu governatore generale dell'India dal 1797 al 1798. In precedenza era stato Governatore della Giamaica dal 1784 al 1790.

## Biografia
Figlio del giudice Charles Clarke (c.1702–1750) e di sua moglie Jane Mullins, Alured Clarke venne educato all'Eton College ed entrò nell'esercito il 20 marzo 1759, venendo assegnato col grado di portabandiera nel 50th Regiment of Foot. Sul finire di quello stesso anno prestò servizio in Germania sotto il comando del marchese di Granby. Promosso tenente nel 50th Regiment of Foot il 10 maggio 1760 e capitano nel 52nd Regiment of Foot il 30 dicembre 1763, venne trasferito nel 5th Regiment of Foot, di stanza in Irlanda, nel gennaio del 1767 e venne promosso al rango di maggiore del 54th Regiment of Foot nel 1771.
Promosso tenente colonnello ed ottenuto il comando del 7th Regiment of Foot, prestò servizio in America dal 13 maggio 1777 quando venne dislocato in Georgia al comando di tutte le forze inglesi nell'area dal maggio del 1780, venendo promosso colonnello il 27 maggio 1782; venne quindi spostato a Philadelphia per supervisionare l'evacuazione dei prigionieri di guerra inglesi nel maggio del 1783.
Clarke divenne quindi governatore della Giamaica nell'estate del 1784. Promosso al grado di maggiore generale dal 1º maggio 1790, seppe distinguersi così bene nel suo ruolo di governatore in Giamaica che re Giorgio III di Gran Bretagna lo nominò vicegovernatore del Basso Canada nell'ottobre del 1790. In assenza del governatore, partito alla volta dell'Inghilterra nell'agosto del 1791, prese il comando delle forze inglesi sulla base del Constitutional Act 1791 che avrebbe definito i confini geografici tra il Basso Canada e gli Stati Uniti e tra il Basso Canada ed il resto del Canada, offrendo delle terre a nuovi coloni e convocando la prima legislatura della provincia del Québec. Fu quindi in tale carica sino all'estate del 1793, quando il governatore fece ritorno in Canada e Clarke ottenne di poter ritornare in Inghilterra.
Clarke venne inviato in India nel 1795 con previse istruzioni di interrompere il suo viaggio al Capo di Buona Speranza dove le sue forze ebbero il compito di sconfiggere l'esercito olandese presso Wynberg il 16 settembre 1795 e quindi di proseguire per i due mesi successivi nella gestione dell'amministrazione locale prima di continuare il proprio viaggio alla volta dell'India. Al suo arrivo in India all'inizio del 1796, Clarke divenne comandante in capo dell'Armata di Madras. Venne promosso tenente generale il 3 maggio 1796 oltre ad ottenere l'ammissione all'Ordine del Bagno il 14 gennaio dell'anno successivo. Divenne formalmente governatore generale dell'India nel marzo del 1798 (anche come comandante in capo dell'Armata del Bengala) e quindi comandante in capo dell'India nel maggio del 1798.
Sebbene Clarke non fosse presente durante l'assedio di Seringapatam nell'aprile del 1799, il suo esercito risultò vittorioso concludendo così la quarta guerra anglo-mysore. Tornò in Inghilterra nel marzo del 1801 e venne promosso generale l'11 maggio 1802. Dopo la riorganizzazione dell'Ordine, ottenne la gran croce dell'Ordine del Bagno il 4 gennaio 1815.
Clarke prestò servizio inoltre come colonnello onorario del 1º battaglione del 60th Royal American Regiment, del 68th Regiment of Foot, del 5th Regiment of Foot e del 7th Regiment of Foot.
Ritiratosi in pensione, Clarke visse a Mansfield Street, a Londra. Venne promosso feldmaresciallo in occasione dell'incoronazione di Guglielmo IV del Regno Unito il 22 luglio 1830. Morì a Llangollen, in Galles, il 16 settembre 1832 mentre si trovava in visita a sua nipote.

## Matrimonio
Clarke sposò Elizabeth Catherine (Kitty) Hunter nel 1770, la quale dopo otto anni di matrimonio fuggì col conte di Pembroke, già sposato. Kitty, che con Clarke non aveva avuto figli, ebbe invece un maschio dal conte di Pembroke.